# Viện nông nghiệp Bydgoszcz
Viện Nông nghiệp Bydgoszcz là một tổ hợp các tòa nhà lịch sử thuộc chính quyền công cộng thành phố ngày nay, để giảng dạy và nghiên cứu. Viện nằm trong khu vực được phân định bởi hẻm Ossoliński, hẻm Powstańców Wielkopolskich và phố Karol Szymanowski. Viện có từ đầu thế kỷ 20 và được đăng ký trong Danh sách Di sản Vouyodeship của Kuyavian-Pomeranian từ năm 1992.

## Vị trí
Nhóm kiến trúc của các tòa nhà, nằm ở phía đông trung tâm thành phố Bydgoszcz, có diện tích 7,5 ha. Trong những năm 2010, hai tòa nhà gần đây đã được thêm vào ở phía đông của khu vực:
- Viện nhân giống và sinh sản thực vật - Viện nghiên cứu quốc gia (tiếng Ba Lan: Instytut Hodowli i Aklimatyzacji Roślin-Państwowy Instytut Badawczy);
- Thư viện chính của Đại học Kazimierz Wielki ở Bydgoszcz.

Tòa nhà chính nằm trên Quảng trường Weyssenhoff, ở mũi phía đông của hẻm Adam Mickiewicz. Một tòa nhà của viện và hai ngôi nhà nằm ở phía đông của hẻm Ossoliński và hai tòa nhà khác nằm ở mặt tiền phía nam của hẻm Powstańców Wielkopolskich. Đại thánh đường St. Vincent de Paul Basilica bao quanh sườn phía nam của khu vực. Các đường phố xung quanh quần thể kiến trúc đã được phác họa trong thời gian ngắn trước khi xây dựng viện.

## Lịch sử

### Thời kỳ Phổ

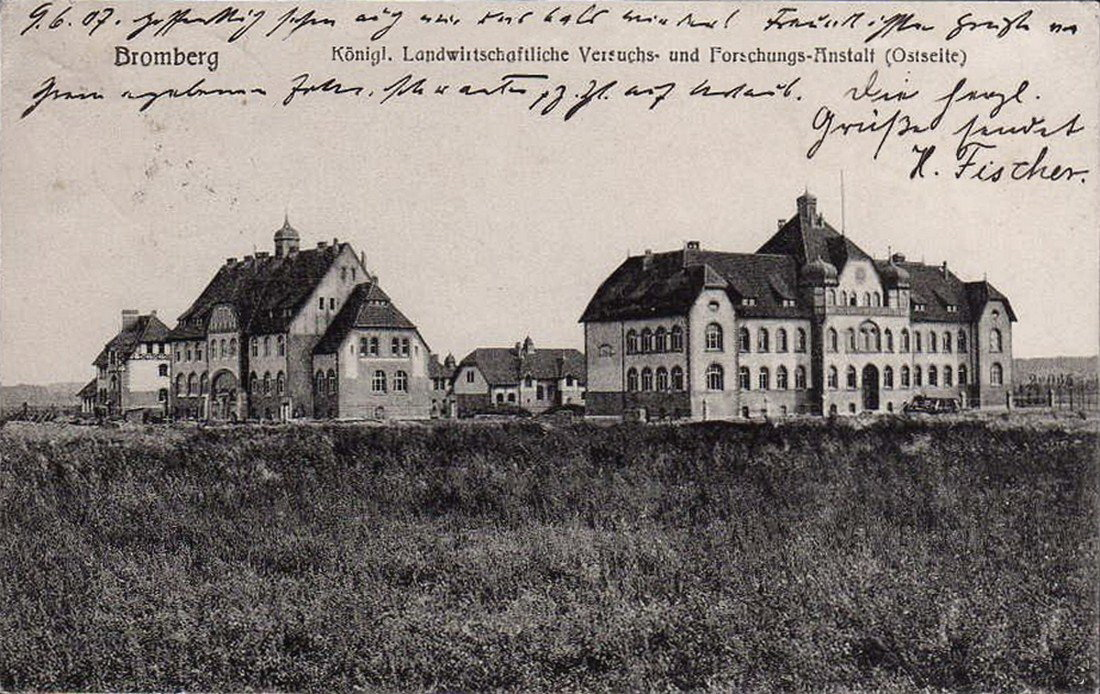
1906

Việc thành lập các viện nông nghiệp ở Bydgoszcz bắt nguồn từ những nỗ lực lâu dài để tạo ra một trường đại học trong thành phố. Những bước đầu tiên được thực hiện vào năm 1873 trong khi kỷ niệm 100 năm Quận Netze gia nhập Vương quốc Phổ: một kiến nghị của thành phố sau đó đã được gửi đến chính phủ ở Berlin để hỗ trợ việc thành lập một cơ sở giáo dục đại học, nhưng ý tưởng này không được hoan nghênh, chủ yếu là vì số lượng học sinh tốt nghiệp trung học ở Bromberg thấp. Một yêu cầu khác đã được đưa ra vào năm 1886, nhưng vẫn không có kết quả.
Khiếu nại với chính phủ Phổ đã thành công vào ngày 26 tháng 8 năm 1902. Chương trình của chính phủ hỗ trợ nhằm thúc đẩy nền kinh tế của vùng đất phía đông của Đế quốc Đức. Như hậu quả của chính sách này, chính quyền Phổ quyết định tạo ra các trường đại học ở Gdańsk và Poznan, trong khi Bromberg được chọn làm nơi tổ chức một trung tâm nghiên cứu sản xuất nông nghiệp, kể từ khi thành phố nằm trong khu vực nông nghiệp phát triển (Kujawy, Krajna, Pałuki, Chelmno). Các viện như vậy đã tồn tại ở các khoa cao hơn khác, chẳng hạn như ở Königsberg, Wrocław và Berlin, nhưng trình độ của họ đã ở quá xa để thực hiện nghiên cứu thích hợp trong mối quan hệ với nông nghiệp ở khu vực Poznan và Pomerania. Chương trình khoa học của tổ chức được lấy cảm hứng từ một hoạt động tại Viện Berlin. Sự chấp thuận chính thức từ chính phủ Phổ để thành lập Viện Nông nghiệp tại Bromberg được thực hiện vào tháng 10 năm 1902. Cùng năm đó, chính phủ cũng đã quyết định xây dựng một tổ hợp dinh dưỡng, một mặt để thúc đẩy các công trình nghiên cứu, mặt khác để thực hiện đào tạo chuyên nghiệp cho các học viên nông dân, giáo viên và để tổ chức nhân viên hành chính.
Trong cùng năm đó, họ được đưa ra quyết định xây dựng một tổ hợp các tòa nhà cho các viện và đề ra các nhiệm vụ nghiên cứu thực tiễn. Ngày 15 tháng 11 năm 1902, hội nghị được tổ chức với sự tham gia của các Ủy viên Công chính và Bộ Tài chính và Nông nghiệp, về các vấn đề tổ chức liên quan đến việc thành lập Viện. Chính quyền thành phố Bydgoszcz cam kết từ bỏ việc xây dựng khu vực cơ sở ở rìa phía đông bắc của thị trấn và mở đường mới - Hohenzollernstr và Bülow Platz (ngày nay là quảng trường al. Ossolińskich và Weyssenhoff). Thành phố cũng đã cung cấp nước và khí đốt và, trong tương lai gần, việc chuyển giao tài sản cho các mục đích thử nghiệm.
Bản thiết kế ban đầu được thiết kế vào năm 1903 bởi kỹ sư xây dựng Herman Delius. Ông đã thiết kế ba tòa nhà, có vai trò như các viện khoa học:
- Tòa nhà chính của Viện nghiên cứu bệnh học và kỹ thuật thực vật (tiếng Đức: Pflanzenpatchologische und Meliorationenstechnische Institut);
- Tòa nhà của Viện Vệ sinh Động vật  tiếng Đức: Tierhygienisches Institut);
- Tòa nhà của Viện Nông nghiệp Hóa học và Vi khuẩn  (tiếng Đức: Agrikultur – Chemisches und Bakteriologisches Institut).

Trong vùng lân cận của các viện này là các tòa nhà phụ trợ: hai chuồng ngựa, hai nhà kính, chuồng trại và ba ngôi nhà.
Việc xây dựng bắt đầu vào tháng 4 năm 1903 và được hoàn thành vào mùa xuân năm 1906. Lễ khai trương chính thức của Viện diễn ra vào ngày 11 tháng 6 năm 1906, nhưng hoạt động của nó bắt đầu sớm nhất là vào ngày 1 tháng 7 năm 1904, khi tiến sĩ Gerlachowi, từ Trạm thí nghiệm nông nghiệp ở Poznan bắt đầu phụ trách tổ chức này. Tên ban đầu của Viện, Landwirtschaftliche Versuchs und Forschunganstallten (cơ sở nghiên cứu và thử nghiệm nông nghiệp), đã được đổi vào tháng 9 năm 1906 thành Kaiser Wilhelm Institut für Landwirtschaft zu Bromberg: nó được gọi bằng tên này cho đến khi kết thúc Thế chiến I. 
Cơ sở này được phụ trách các nghiên cứu trong lĩnh vực xã hội khoa học Kaiser-Wilhelm Gesellschaft zur Förderung der Wissenschaften (Hiệp hội vì sự tiến bộ của khoa học Kaiser-Wilhelm). Một hội đồng quản trị bao gồm những nông dân, đại diện của vùng Poznan và Bromberg, và giám đốc của viện, đã quản lý trực tiếp tổ chức này và liên kết với chính quyền tỉnh và với các cơ quan nông nghiệp khác. Hội đồng này được đứng đầu bởi chủ tịch của khu vực Bromberg.

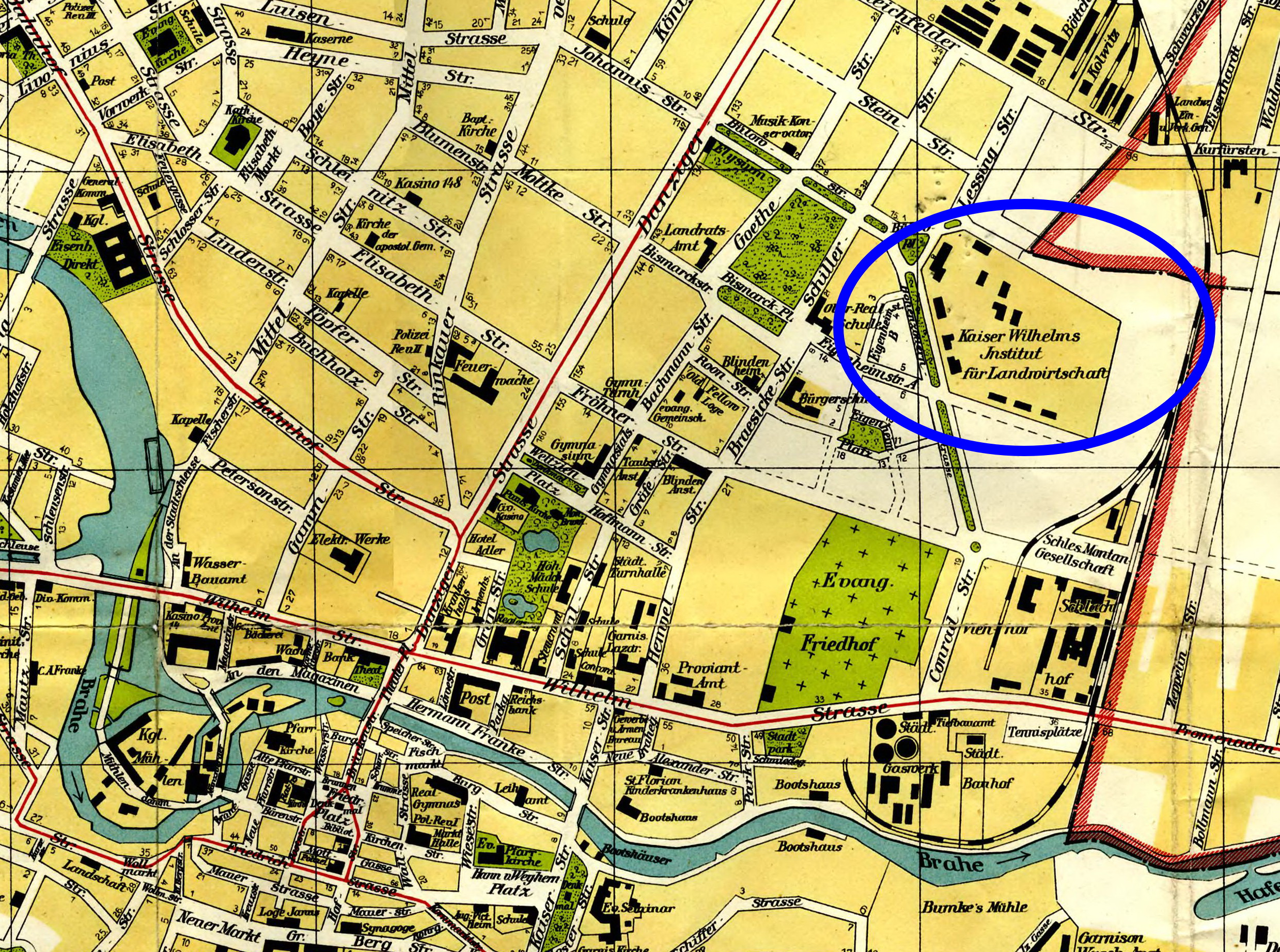
Viện nông nghiệp 1914

Theo các điều khoản tham chiếu của viện, các nhiệm vụ nghiên cứu, thử nghiệm, khoa học và tư vấn đã được phân phối giữa bốn khoa:
1. Hóa học nông nghiệp, vi khuẩn và hạt giống nông nghiệp;
2. Phát triển kỹ thuật nông nghiệp;
3. Bệnh lý thực vật;
4. Thuốc thú y.

Một số nhà khoa học nổi tiếng làm việc tại viện:
- Giáo sư Max Gerlach (cũng là giám đốc viện), được gọi là Vua khoai tây ở Đông Phổ;
- Giáo sư tiến sĩ Richard Schander, chuyên gia trong lĩnh vực thoát nước sử dụng thực vật;
- Giáo sư Freckmann.

Năm 1913, một dự án mở rộng đã được phê duyệt. Dự án sử dụng các lô đất nằm ở phía tây của hẻm Ossoliński, để phát triển các khu vực triển lãm và buôn bán. Chiến tranh thế giới thứ nhất đã làm gián đoạn công việc và kế hoạch này không bao giờ hoàn thành. Năm 1919, trước khi Bydgoszcz trở lại lãnh thổ Ba Lan, nhân viên, hồ sơ nghiên cứu, chế phẩm của nhà máy và thiết bị thí nghiệm đã được chuyển đến Frankfurt trên Oder, và sau đó đến Gorzów Wielkopolski, một phần của Đức. Tuy nhiên, điều này không ngăn được các hoạt động của các Viện, vì Ba Lan tiếp tục sử dụng tích cực các tòa nhà khoa học trong khu vực.

### Thời kỳ giữa chiến tranh (1920 -1939)
Với sự phát triển của Cộng hòa Ba Lan thứ hai, một sự phát triển mạnh mẽ của viện Bydgoszcz đã diễn ra, khi nó đóng vai trò là Viện Khoa học Nông nghiệp Quốc gia cho đến năm 1927. Sau đó, cơ sở Bydgoszcz là một chi nhánh của Viện Nông nghiệp Khoa học Quốc gia ở Puławy. Cơ sở này được tổ chức lại theo mô hình của một trường đại học, lặp lại cấu trúc giống như dưới sự cai trị của Phổ với bốn khoa: Hóa học nông nghiệp, bệnh lý thực vật, Vệ sinh động vật và Phát triển đất đai. Cơ sở này đã cạnh tranh với trung tâm nghiên cứu nông nghiệp của Poznan, làm giảm sự độc lập và phát triển của nó. Những thay đổi đáng chú ý, bao gồm sự gia tăng đáng kể nhân sự khoa học, diễn ra ngay trước Thế chiến II (tháng 4 năm 1938), khi Bydgoszcz trở thành thủ đô của Piveanian Voivodeship.

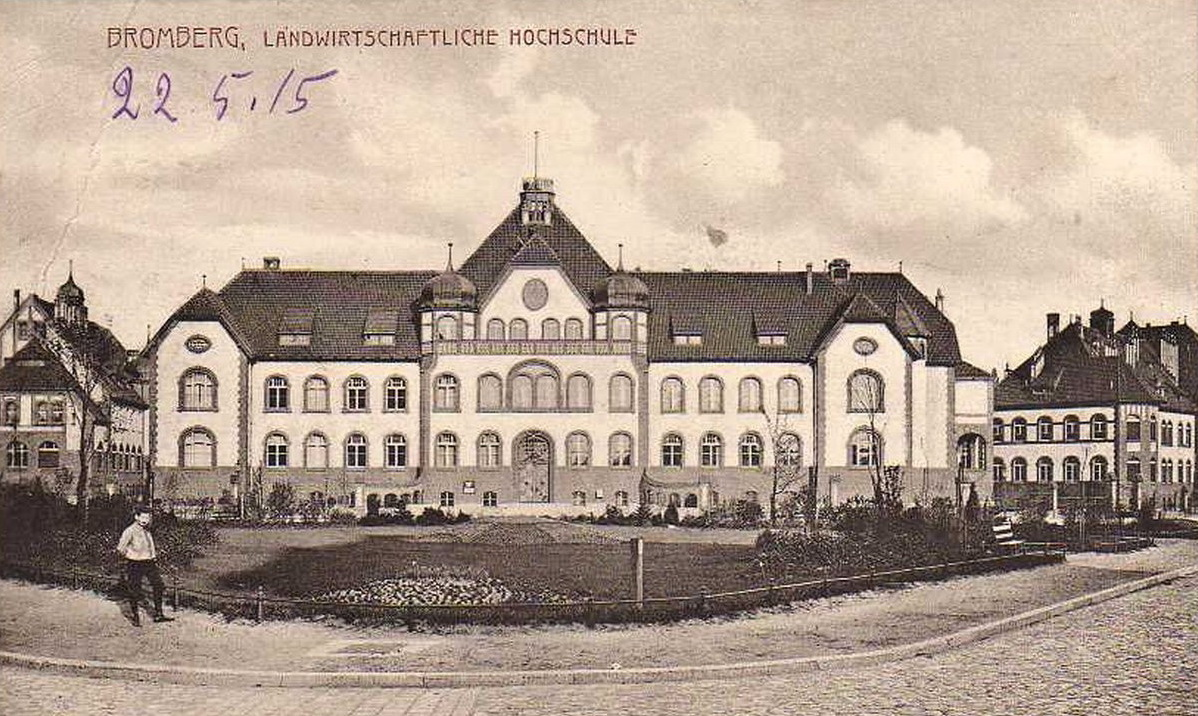
Tòa nhà năm 1915

Cho đến năm 1939, viện có các khoa sau:
- Hóa nông nghiệp;
- Trồng trọt;
- Bệnh lý thực vật;
- Phát triển đất đai (đến năm 1932);
- Sản xuất sữa (đến năm 1932);
- Kinh tế đánh bắt cá (đến năm 1932);
- Vệ sinh động vật (đến 1935).

Từ năm 1920 đến 1922, các Viện đã tổ chức trường Đại học Nông nghiệp trong những tòa nhà của họ. Hoạt động cảu trường bắt đầu vào tháng 11 năm 1919 tại Poznan. Học viện Nông nghiệp này có một chương trình giảng dạy gần như học thuật, bao gồm 5 lĩnh vực học thuật. Nó cho phép thúc đẩy cơ sở Bydgoszcz lên ngang tầm với một trường đại học thực sự, nhờ vào đội ngũ nhân viên xuất sắc đến từ cả nước (Lwów, Kraków, Dubliany, Poznan) và điều kiện địa phương thuận lợi. Thật không may, vào năm 1923, Học viện này chuyển đến Cieszyn.

### Chiến tranh thế giới thứ hai
Trong thời gian chiếm đóng, các lực lượng Đức tiếp tục tiến hành nghiên cứu, mặc dù thực tế là viện bị tổn thất đáng kể. Vào mùa thu năm 1939, các vụ hành quyết hàng loạt đã được thực hiện, giết chết nhiều nhà khoa học, kỹ thuật viên và nhân viên hành chính, trong đó có giám đốc viện, giáo sư Tiến sĩ Vladimir Kulmatycki.

### Năm 1945-1989
Vào nửa cuối năm 1945, tổ chức này đã tiếp tục công việc của mình, với vai trò như một chi nhánh của Viện Nông nghiệp Khoa học Quốc gia ở Pulawy (tiếng Ba Lan: Państwowy Instytut Naukowy Gospodarstwa Wiejskiego). Các viện Bydgoszcz đã phát triển nhiều bộ phận nghiên cứu trong những năm 1950 và 1960, gồm các khoa sau:
- Khoa học đất và cây trồng;
- Nhân giống cây trồng và làm quen với khí hậu;
- Kỹ thuật Zoot;
- Phát triển đất đai;
- Khoa học sinh lý và dinh dưỡng động vật;
- Nghiên cứu khoai tây;
- Thư viện nông nghiệp trung ương.

Ngoài ra, kể từ năm 1945, một chi nhánh địa phương của Viện Thú y đã tiếp tục hoạt động (từ năm 1995, Viện Thú y Quốc gia).
Vào những năm 1980, một tòa nhà mới đã được dựng lên trên hẻm Powstańców Wielkopolskich, nơi đã dần là trụ sở cho các tổ chức khoa học hiện có.

### Giai đoạn gần đây (từ năm 1990)
Năm 1996, sau khi tái tổ chức, viện Bydgoszcz bao gồm các bộ phận sau:
1. Chi nhánh Bydgoszcz của Viện nhân giống và thích nghi thực vật (tiếng Ba Lan: Instytut Hodowli i Aklimatyzacji Roślin (IHAR)), Đối phó với di truyền học, chăn nuôi, tế bào học, phôi học, sinh lý học, hóa sinh, trồng trọt và phân bón, cơ giới hóa, bệnh cây trồng và sâu bệnh (củ cải đường, Cải củ Thụy Điển, cải củ turnip, cà rốt và rau diếp xoăn). Viện này sở hữu nhiều phòng ban và phòng thí nghiệm, chẳng hạn như:
- Khoa Di truyền, nhân giống cây trồng, bệnh cây & sâu hại rễ, Công nghệ sản xuất cây trồng;
- Phòng thí nghiệm Công nghệ sinh học, Tế bào học & nhân giống, Bệnh học thực vật & côn trùng học, Nông học;
- Vườn thực vật ở Bydgoszcz, thuộc khu vực Myślęcinek, phía bắc thành phố.

2. Chi nhánh Bydgoszcz của Viện thú y quốc gia tại Puławy. Khoa nghiên cứu này tập trung chủ yếu vào chẩn đoán và kiểm soát bệnh động vật (ngựa, gia súc).  Khoa này sở hữu các phòng ban và phòng thí nghiệm sau đây:
- Khoa bệnh của ngựa;
- Khoa bệnh thiếu hụt;
- Khoa Sinh lý bệnh Sinh sản;
- Phòng thí nghiệm công nghệ sinh học sinh sản;
- Trạm thí nghiệm thú y.

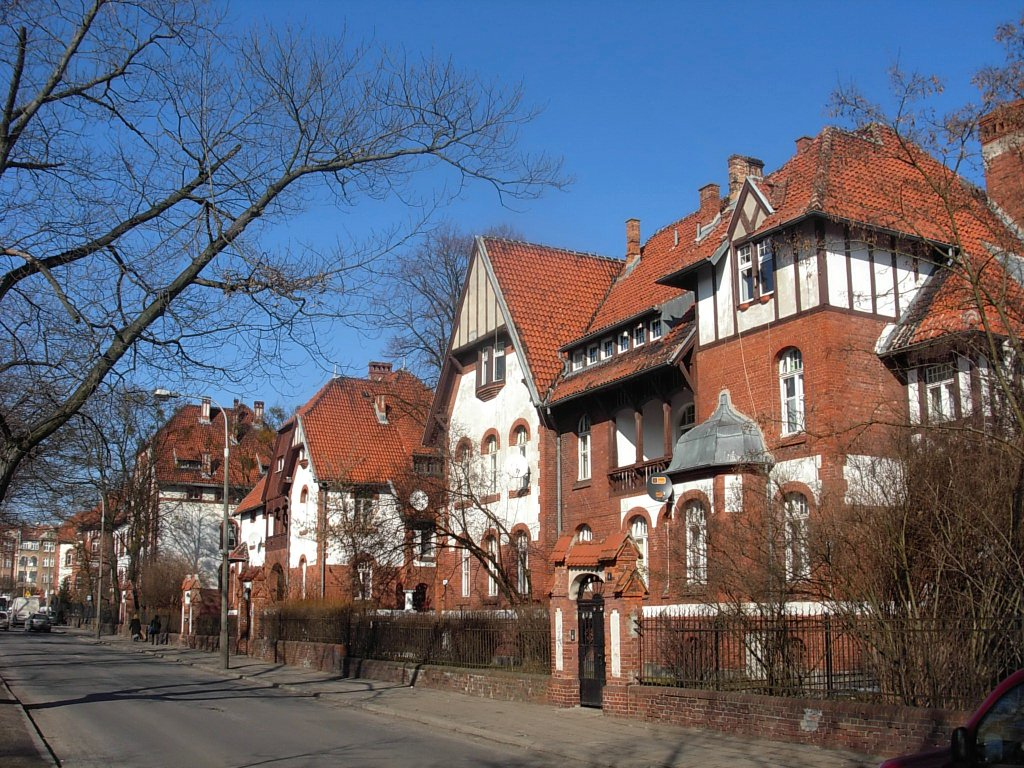
Quang cảnh các tòa nhà trong hẻm Ossoliński

3. Chi nhánh Bydgoszcz của Viện nghiên cứu phát triển Khoai tây ở Bonin, với một phòng thí nghiệm kiểm dịch bệnh và dịch hại tại địa phương.
4. Chi nhánh Bydgoszcz của Viện phát triển đất đai và canh tác đồng cỏ ở Falenty.
5. Chi nhánh Bydgoszcz của Thư viện Nông nghiệp Trung ương (tiếng Ba Lan: Centralna Biblioteka Rolnicza (CBR)) Ở Warsaw. CBR đã được thành lập vào năm 1886 và có 1700 cuốn sách vào năm 1906. Năm 2004, thư viện địa phương này đã bị giải tán, bộ sách của nó, khoảng 60 nghìn tập, đã được phân chia giữa CBR ở Warsaw và Thư viện chính của Đại học Kazimierz Wielki ở Bydgoszcz (UKW).
Sau năm 1990, một số tòa nhà, bao gồm tòa nhà chính đặt tại Quảng trường 11 Weyssenhoff, đã được bàn giao cho Đại học Bydgoszcz (UKW). Trong những năm tiếp theo, một cuộc cải tạo mở rộng của các cơ sở này đã được thực hiện.
Năm 2017, các tòa nhà sau đây của viện nằm dưới sự quản lý của Đại học Bydgoszcz-UKW:
- Tòa nhà chính tại số 11 Quảng trường Weyssenhoff, nơi đặt Khoa Toán, Vật lý và Công nghệ;
- Tòa nhà tại số 12 hẻm Ossoliński, nơi đặt Khoa Khoa học Tự nhiên;
- Tòa nhà tại số 2 đường Powstańców Wielkopolskich, nơi đặt Khoa Sư phạm và Tâm lý học.

## Các tòa nhà
Tất cả các tòa nhà của Viện Nông nghiệp Bydgoszcz đã được dựng lên từ năm 1903 đến 1906 với  phong cách kiến trúc quốc gia của Phổ. Nhiều tòa nhà thuộc kiểu kiến trúc này vẫn có thể được nhìn thấy trong Bydgoszcz:
- Chủng viện cao cấp Bydgoszcz, tại 18 đường Grodzka;
- Trường trung học số 1 tại Plac Wolnosci.

Phong cách chủ yếu là sự pha trộn giữa tân Gothic và chiết trung, với ảnh hưởng của Chủ nghĩa lịch sử và tân nghệ thuật. Do đất sét không vững chắc, nền móng tòa nhà phải được gia cố bằng đường ray bê tông. 

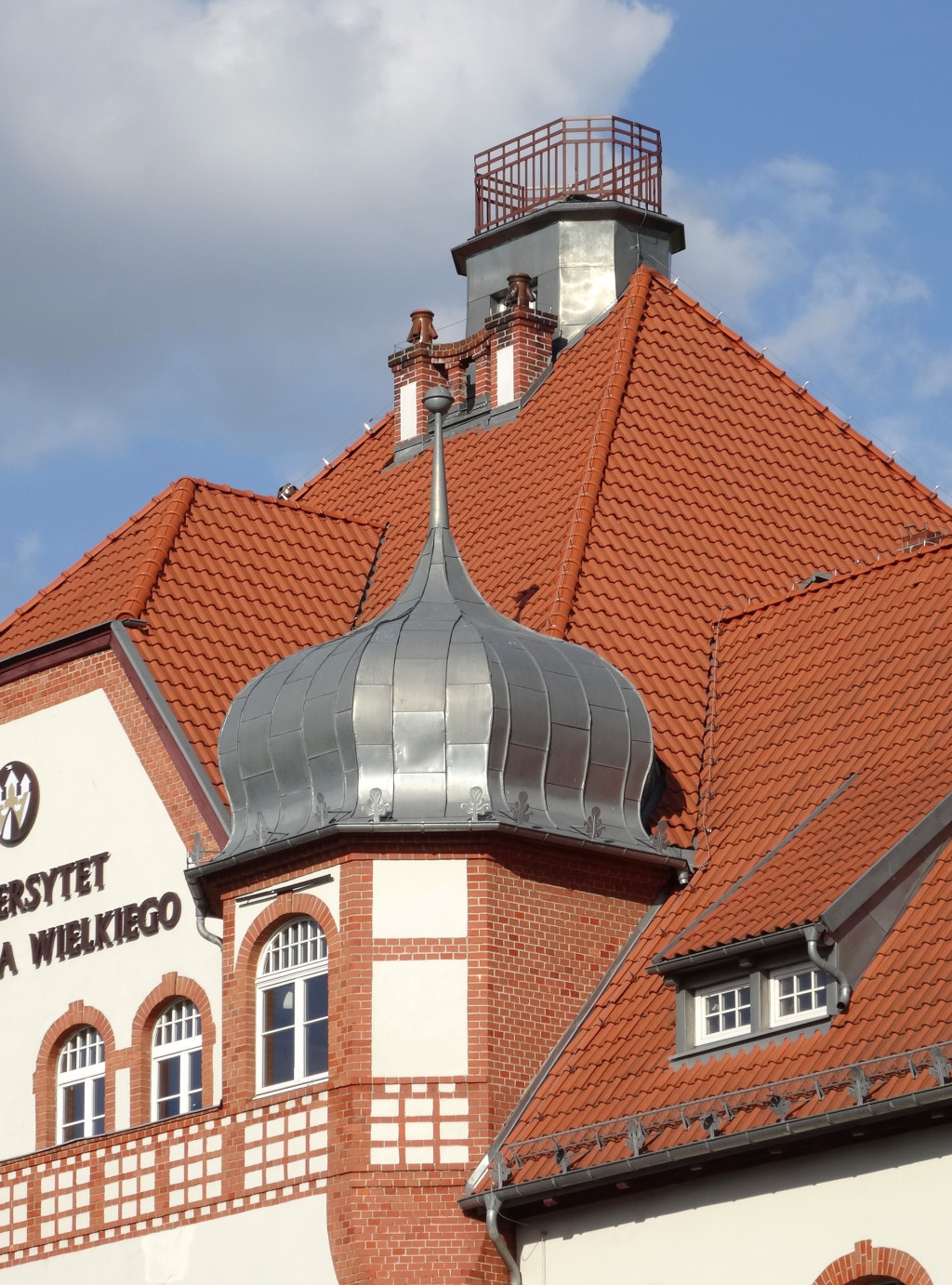
Một mái vòm và sân thượng
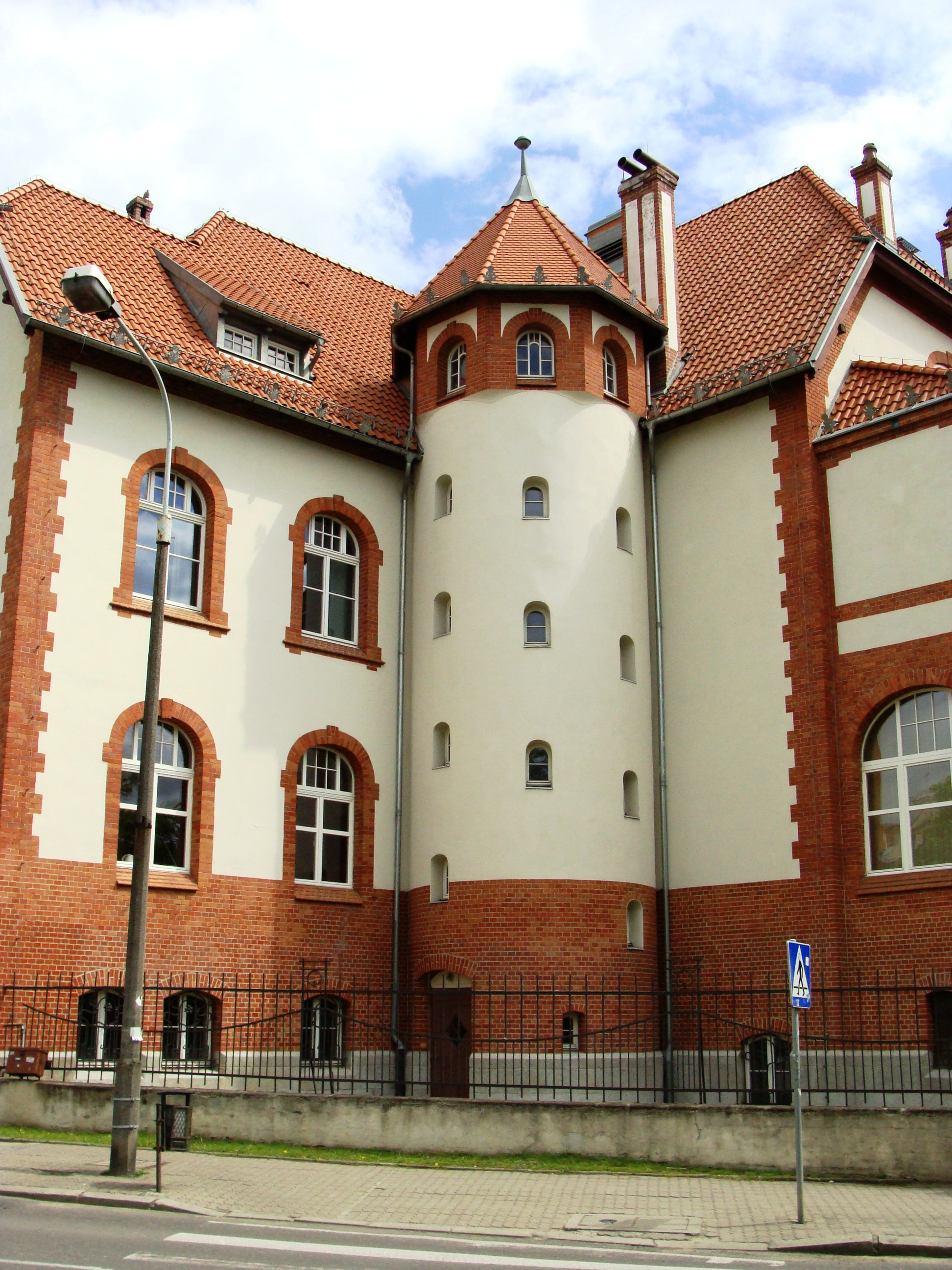
Tháp pháo
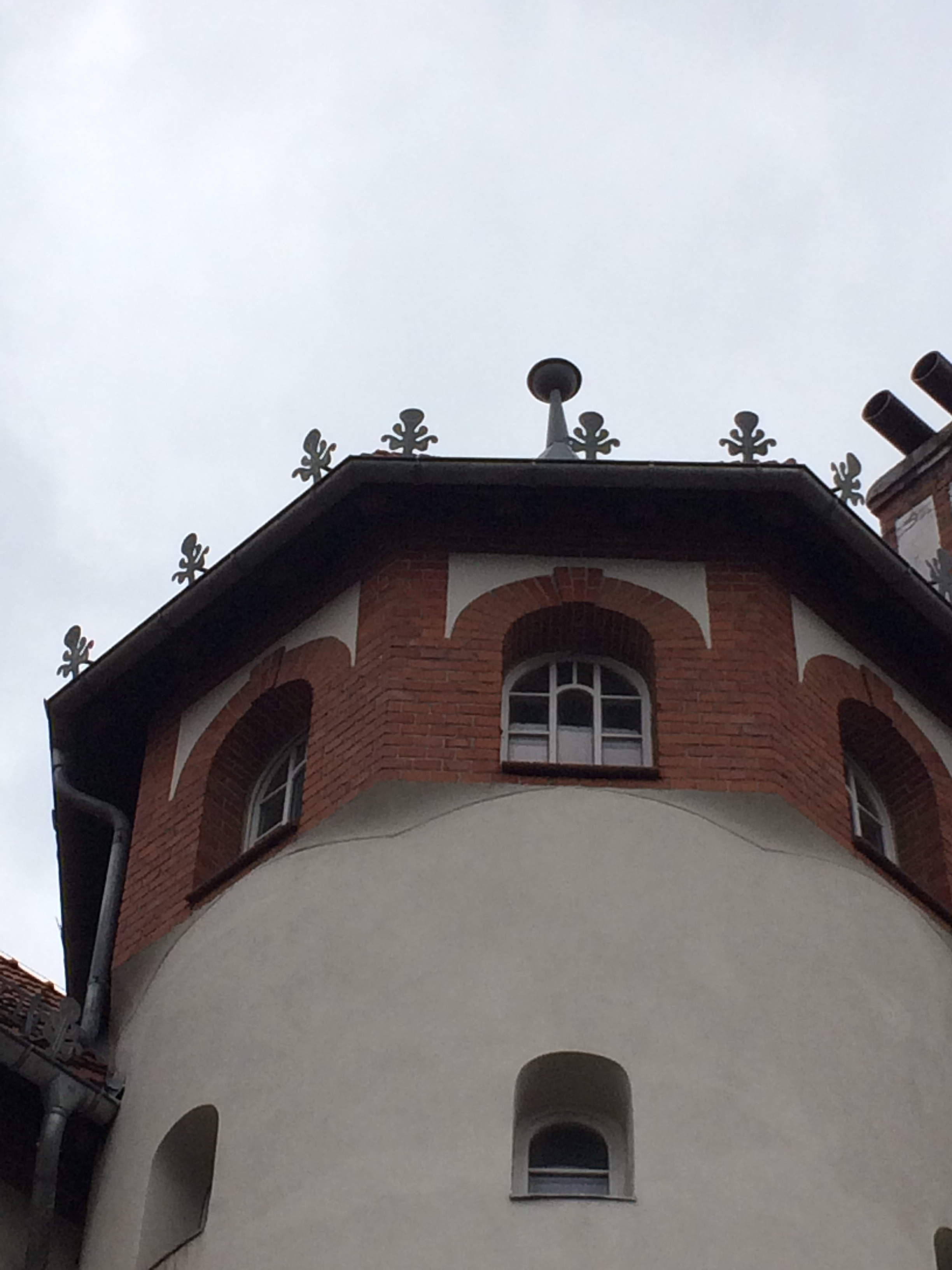
Chi tiết Motifs
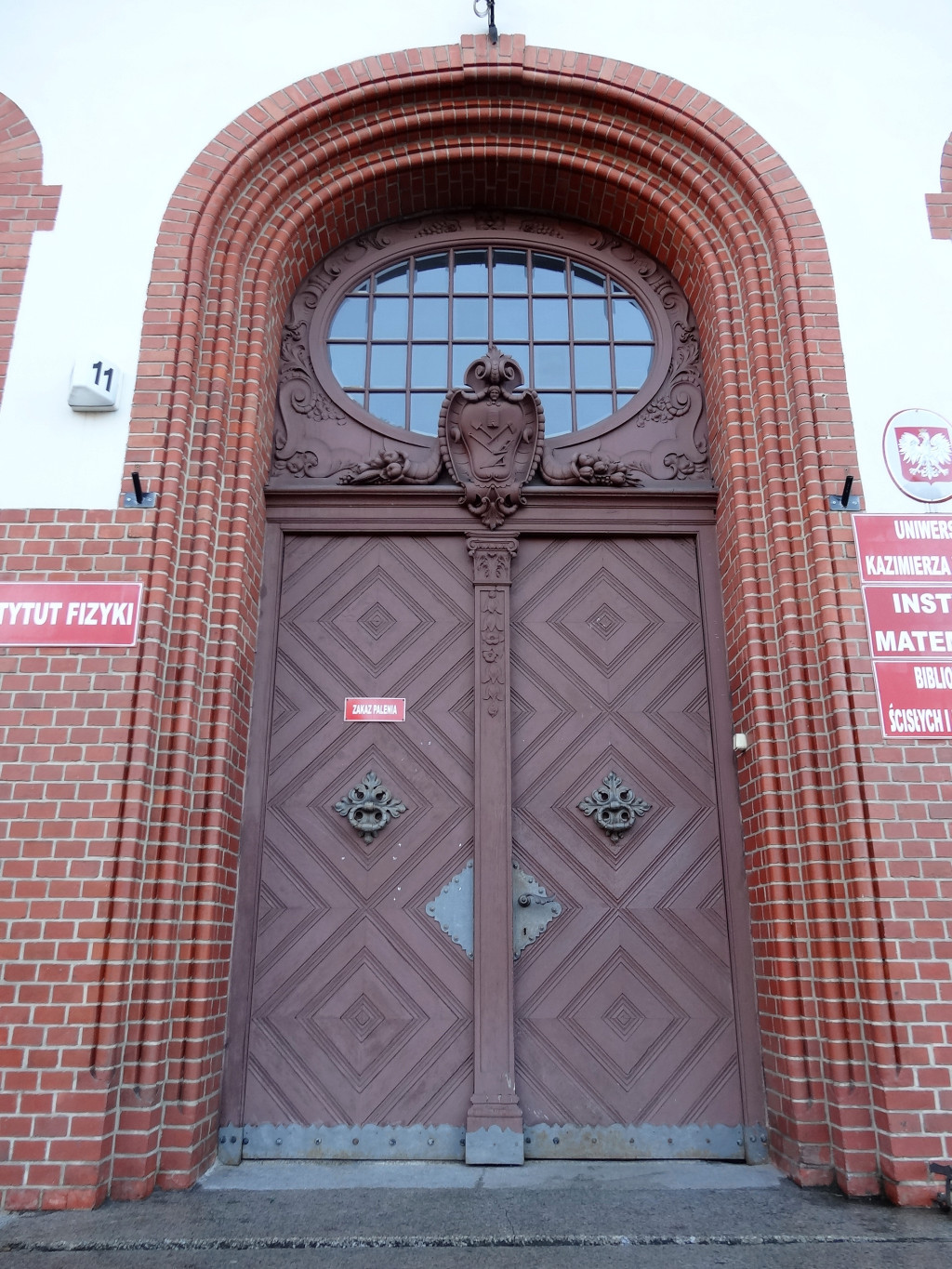
Cửa chính, đèn chiếu sáng và huy hiệu